# Tritrinaks
Tritrinaks (lat. Trithrinax), maleni biljni rod vazdazelenog drveća iz porodice palmovki (Arecaceae) kojemu pripada svega tri vrste, to su T. brasiliensis, T. campestris i T. schizophylla koje rastu po suptropskim područjima Južne Amerike, jug Brazila i susjedni predjeli, Paragvaja, Bolivije, Urugvaja i Aregentine.
Vrste ovoga roda otporne su na hladnoću, toplinu, vjetar, sušu, i druge nepovoljne uvjete, kao što je siromašno tlo. Cvijet ima tri lapa (sepalum), tri latice (petalum), šest prašnika (stamen) i tri karpele. 
Opisao ga je njemački botaničar Karl Friedrich Philipp von Martius 1837 godine.

## Vrste
- Trithrinax brasiliensis Mart.
- Trithrinax campestris (Burmeist.) Drude & Griseb.
- Trithrinax schizophylla Drude in Mart.
- Trithrinax acanthocoma Drude